# Sankt Andrä (Carintia)
Sankt Andrä (în slovenă Šentandraž) este un oraș din Carintia.